# Константиново (Узденский район)
Константиново (бел. Канстанці́нава) — деревня в Узденском районе Минской области Беларуси. Входит в состав Дещенского сельсовета.

## География
Ближайшие населённые пункты Горбаты, Теляково, Яловка и др.

## История
В 1909 году в Игуменском уезде Узденской волости Минской губернии.
До 30 октября 2009 года деревня входила в состав Теляковского сельсовета.

## Население

### Численность
- 2019 год — 6 человек

### Динамика
- 1999 год — 32 жителей (перепись населения)
- 2009 год — 14 человек (перепись населения)[2]
- 2019 год — 6 человек (перепись населения)